# Bingola Records

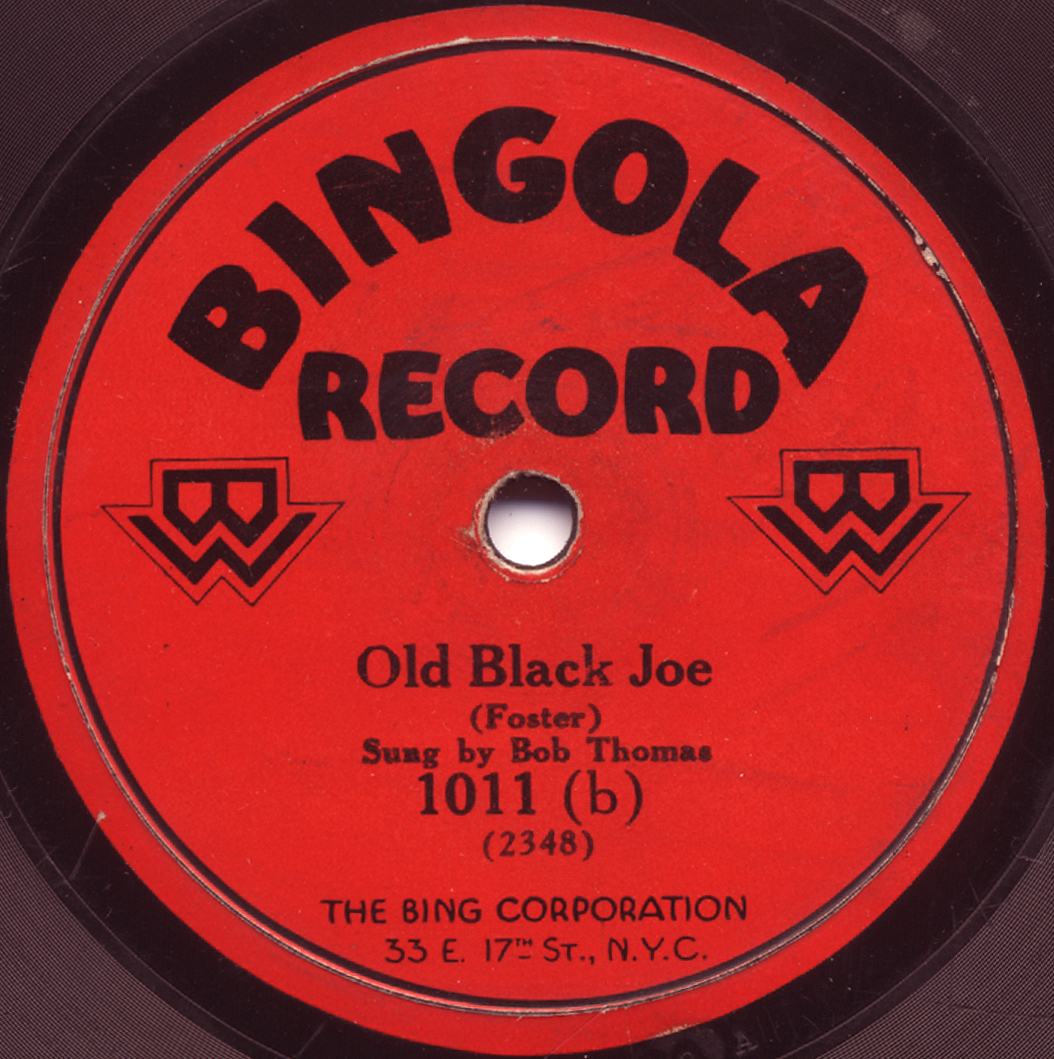
Een plaat op Bingola Records, circa 1927

Bingola Records was een Amerikaans platenlabel uit de jaren twintig van de 20ste eeuw. De platen werden geproduceerd door Grey Gull Records uit Boston voor de Bing Corporation in New York, de Amerikaanse vestiging van de Duitse speelgoedfabrikant Bing Werke. Deze fabriek was in 1925 gekomen met een eigen platenspeler, de 'Bingophone'.  Op het label, begonnen in 1927,  werden Grey Gull-opnames opnieuw uitgebracht. Het sublabel had slechts een kort bestaan (tot 1928) en er zijn maar weinig platen op uitgebracht.